# 시라토리 신호장
시라토리 신호장(일본어: 白鳥信号場)은 일본 아이치현 야토미시에 있는 도카이 여객철도 간사이 본선의 신호장이다.

## 구조
야토미역보다 약 2.4km 정도 나고야 역 근처에 있는 단선 구간 열차 교환형의 신호장이다. 상행 장내신호는 일선 스르로 2기의 신호가 설치되어 있다.
신호장의 주변은, 복선화가 가능하지만 단선이 그대로 되어 있다.

## 주변
주택지에 있는 신호장이며, 약간 나고야 부터로 가면 히가시메이한 자동차도의 고가가 있어, 국도 제1호선으로 향하는 도중에는 긴키 닛폰 철도(긴테쓰) 나고야 선의 사코기 역이다.

## 연혁
- 1993년 8월 1일 : 개설.

## 인접 역
| 도카이 여객철도 간사이 본선 | 도카이 여객철도 간사이 본선 | 도카이 여객철도 간사이 본선   |
| --------------------------- | --------------------------- | ----------------------------- |
| 에이와 나고야 방면          | ■ 간사이 본선               | 야토미 욧카이치·가메야마 방면 |